# Simon and Garfunkel
Simon and Garfunkel va ser un duo de música folk rock format per Paul Simon i Arthur o Art Garfunkel, molt populars els anys 60. Algunes de les seves cançons més conegudes són The Sound of Silence (El so del silenci), Mrs. Robinson (Senyora Robinson), i Bridge over Troubled Water (Pont sobre aigües turbulents). A més, han rebut uns quants premis Grammy i són al "Rock and Roll Hall of Fame". El 2004, la revista Rolling Stone classificava Simon i Garfunkel al núm. 40 de la seva llista 100 Greatest Artists of All Time (Els 100 artistes més grans de tots el temps).

## Els inicis
Paul Simon i Art Garfunkel van créixer al barri de Kew Gardens Hills, a Queens, Nova York. Van ser companys de classe a l'institut de Forest Hills, i van segellar la seva amistat durant la infantesa. El 1955 Simon va compondre alguns temes, com ara el primer tema del duet, Hey, little Schoolgirl, i li va proposar a Garfunkel fer un grup, amb només 16 anys. Van començar amb el nom de "Tom i Jerry", inspirant-se en els personatges de dibuixos animats. Simon era Jerry Landis –el cognom el va prendre de Sue Landis, una noia amb qui llavors estava sortint– i Arthur era Tom Graph –Graph és el nom del paper que Garfunkel feia servir per veure els canvis dels àlbums de les llistes d'èxits–.
El 1957 van començar a escriure les seves pròpies cançons. Hi havia una cançó que quan la tocaven als balls de l'institut tenia molta acceptació. Això els va animar i van decidir gravar-la a una maqueta. Poc després van treure el seu primer disc professional Hey, little Schoolgirl, amb el nom de Tom & Jerry. Sid Prosen, un caçatalents que va sentir la cançó, els va prometre que els convertiria en grans artistes. Van arribar a un acord i van signar per la companyia Big Records. L'àlbum va vendre 100.000 còpies i va arribar al lloc 57 de les llistes de la revista Billboard, i va arribar a estar entre els 10 principals a Nova York. Simon i Garfunkel han reconegut haver rebut influències de The Everly Brothers, influències que es noten a algunes de les seves cançons, com per exemple a Hey, little Schoolgirl.
El 22 de novembre de 1957 van sortir al programa de televisió American Bandstand, emès en directe, cantant Hey, little Schoolgirl, després que Jerry Lee Lewis cantés Great Balls Fire. També van actuar al show d'Ala Freed.
El 1958, Paul Simon va gravar un senzill en solitari amb el segell Big Records, amb el nom de True Taylor. A la cara A hi havia "True Or False", una composició del seu pare, mentre que la cara B contenia el tema Teenage Fool. Aquest fet no li va agradar gens a Garfunkel, que el va prendre com una ofensa i marcaria negativament les seves relacions els anys següents. El 1958 van fer alguns senzills sota el nom de Tom i Jerry; tots van ser un fracàs. Després d'acabar l'institut, tots dos es van separar: Simon va anar a la universitat Queens College per graduar-se en llengua anglesa, i Garfunkel va anar a la Universitat de Colúmbia per estudiar matemàtiques.

## Els intents de Paul per triomfar

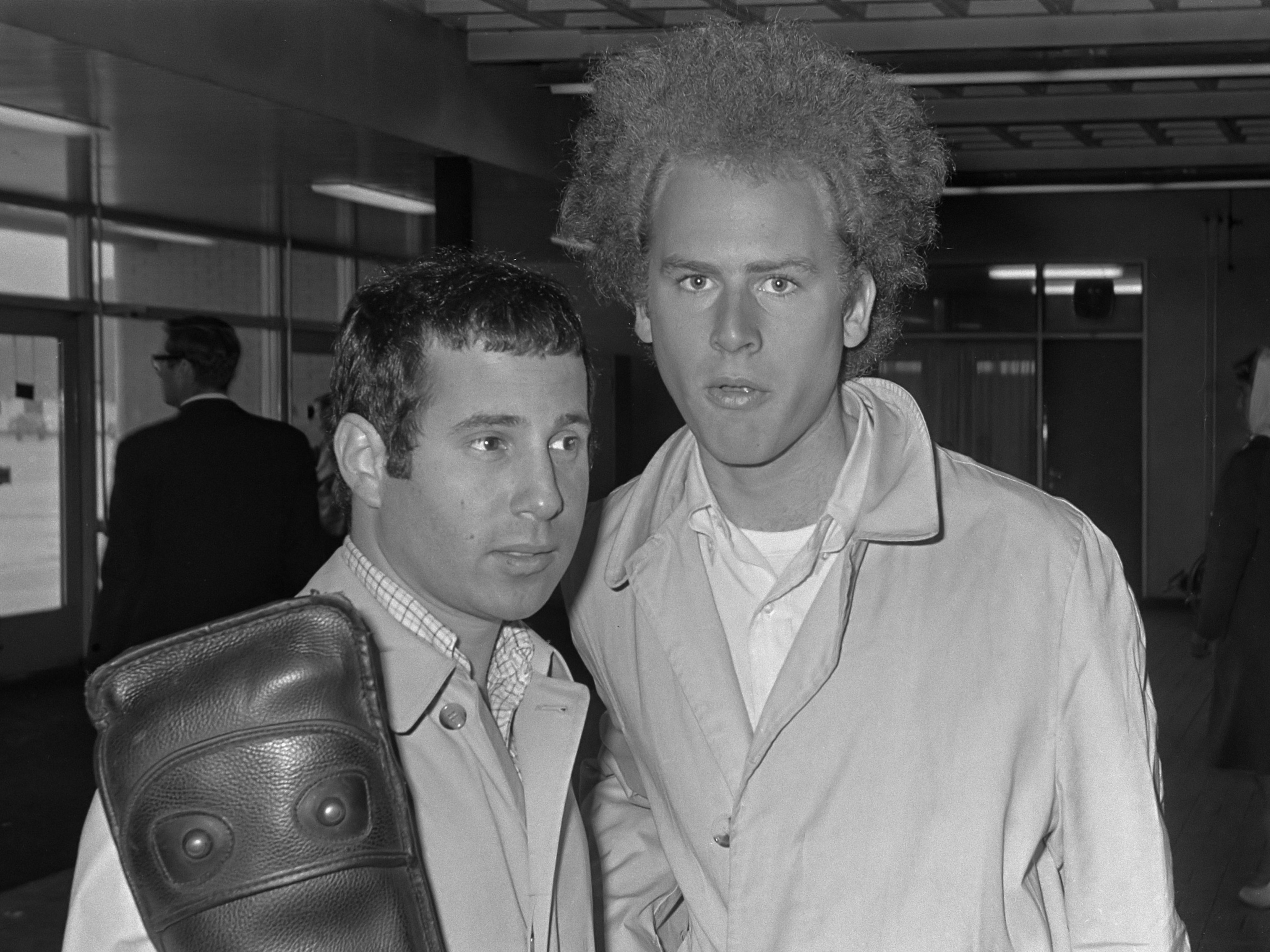
Simon & Garfunkel a l'Aeroport de Schiphol, Països Baixos el 1966.

El 1959, Paul Simon troba Carole Klein, una companya de l'institut, amb qui va fer el duet The Co-Sines. Paul tocava la guitarra i el baix, i Carole el piano i, de vegades, la bateria. Carole també componia, i es dedicaven a gravar maquetes per als artistes de l'època. Però Carole, que va canviar-se el nom pel de Carole King, va començar a compondre els seus propis temes, amb els quals va obtenir un èxit rotund, i va continuar la seva carrera sola. Aquesta experiència li va servir a Simon per familiaritzar-se amb els estudis d'enregistrament, marcant-lo positivament per a les posteriors publicacions.
Més tard fa un frustrat intent com a solista sota el nom de Jerry Landis. Durant aquella època va compondre uns quants temes. El 1962 va compondre The Lone Teen Ranger, una paròdia d'una sèrie televisiva, The Lone Ranger, amb la qual va assolir el lloc 97 a les llistes. El 1960 va cantar amb el grup The Mystics, però no van tenir èxit. El 1960 Simon s'uneix al grup The Crew Cuts, es van canviar de nom a Tico & The Triumphs, però els senzills editats tampoc no van tenir èxit i el 1963 va deixar el grup. Més tard provaria sort amb el nom de Paul Kane, també sense èxit.
Art Garfunkel va gravar algunes cançons per al segell discogràfic Octavia Records mentre era a la universitat, sota el pseudònim Artie Garr. Va gravar algunes balades compostes per ell mateix, com Private World. Però cap d'aquests senzills no van triomfar.
El 1964, Simon deixà l'escola de dret de Brooklyn i se'n va anar a Londres, on conegué i es va enamorar de la Kathy. Va ser un ferm suport per a Simon, que va compondre moltes de les seves cançons més famoses inspirant-s'hi.
Durant la seva estada al Regne Unit, Simon es va dedicar a tocar als clubs de folk nocturns de Liverpool, Londres, Cambridge, Widness i moltes més ciutats, participant fins i tot al Festival Folk d'Edimburg. Aquell mateix any va gravar un senzill amb el segell discogràfic Oriole Records. amb dues cançons, Carlos Domínguez i He Was My Brother, i es va publicar als Estats Units amb el nom artístic de Paul Kane.

## El primer LP:Wednesday Morning, 3 A.M.
El 1963, Paul torna a fer grup amb Garfunkel, i el duet es va donar a conèixer amb els seus propis noms "Simon i Garfunkel", actuant a clubs de música folk, com el Gerde's Folk City Club, on hi van fer moltes actuacions.
El 1963 van ser convidats al festival de música folk de Nova York, actuant amb músics de la categoria de Bob Dylan, a més de tocar amb els The Everly Brothers. Simon i Garfunkel van acabar els estudis universitaris, i tots dos van agafar molt d'interès per la música folk. Simon li va ensenyar a Garfunkel algunes de les cançons que havia compost abans (Sparrow, Bleecker Street, i He Was My Brother). Aquestes tres cançons, més dues més de Simon, algun tema de Bob Dylan, i alguns temes tradicionals, van ser al seu primer àlbum amb la discogràfica Columbia Records: Wednesday Morning, 3 A.M., enregistrat als estudis CBS Records de Nova York. Va sortir a la venda el 19 d'octubre de 1964, però comercialment va ser un fracàs absolut.

## El naixement del folk rock
Poc després d'acabar l'enregistrament, es van separar i Simon se'n va anar a Anglaterra, on el 1965 va gravar el seu primer disc en solitari, The Paul Simon Song Book, a Londres. Les cançons del disc estaven totes interpretades per Simon i la seva guitarra. Durant la seva estada a Londres va col·laborar amb Bruce Woodley, el cantant del grup The Seekers. Mentrestant, Art Garfunkel va tornar a la Universitat de Colúmbia per continuar els seus estudis de matemàtiques.
L'estiu de 1965, mentre Simon era a Anglaterra, les ràdios locals de Florida van rebre peticions d'oients que demanaven la cançó The Sound of Silence de l'àlbum Wednesday Morning, 3 A.M.. Poc temps la cançó va començar a sonar a Boston. Aprofitant l'èxit, els productors Tom Wilson i Bob Johnston varen fer una nova versió de la cançó original, donant-li un ritme més ràpid i una guitarra elèctrica, un baix i una bateria, i la van publicar com un senzill. Amb aquesta versió, l'estil de la cançó va canviar de folk a folk-rock, havia inventat aquest nou concepte. El gènere es va haver d'afegir al Top 40. Després de tot aquest canvi Simon va quedar ben sorprès; el setembre de 1965 la cançó havia entrat a les llistes de grans èxits i, i el 1966, arribaria a la primera posició.

## Grans èxits

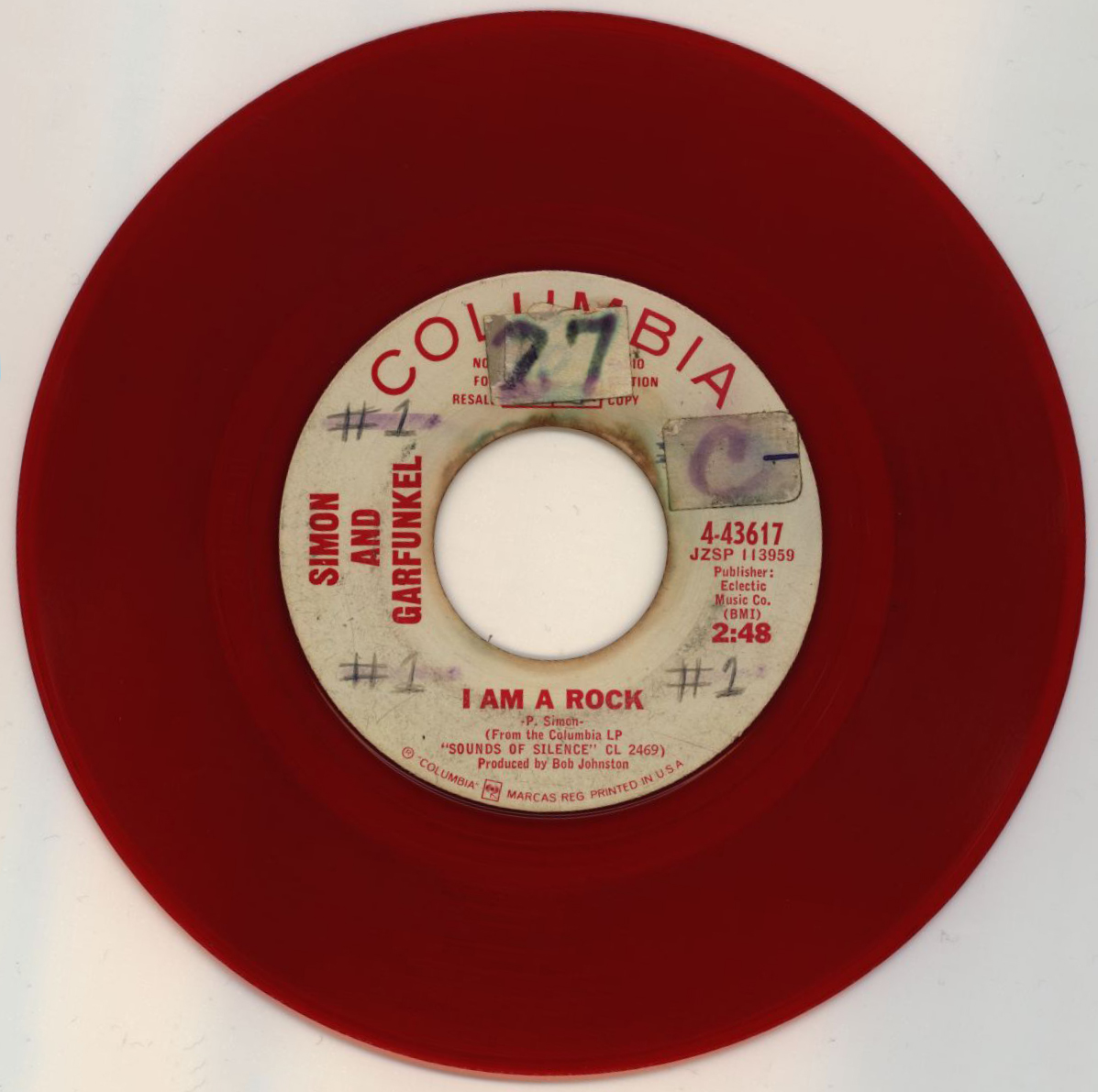
Disc de vinil promocional del single I Am A Rock, de 1966.

Quan va saber la notícia, Simon va tornar als Estats Units. Malgrat que mai no va donar el vistiplau a la versió de Tom Wilson de The Sound of Silence, van refer el grup i van gravar 10 cançons més del mateix estil. Pel que fa a les lletres, a la majoria de les cançons de Simon sempre han tingut un to profund i pintoresc. El 17 de gener de 1966, el grup publica el seu nou àlbum Sounds of Silence, produït per CBS Records. Va arribar al lloc 21 de les llistes d'èxits. També, aquell mateix any, es va reeditar Wednesday Morning, 3 A.M., i aquest cop assoleix el lloc 30. Alguns temes del disc The Paul Simon Song Book es van tornar a enregistrar amb equips electrònics i es van incloure a l'àlbum Sounds of Silence, com per exemple el single I Am A Rock que l'estiu de 1966 va arribar al tercer lloc de les llistes.
El 10 d'octubre de 1966 publiquen l'àlbum Parsley, Sage, Rosemary and Thyme, al qual també hi van incloure alguns temes de The Paul Simon Song Book. Un any més tard, Pickwick Records, que era un segell discogràfic que tenia fama de ser de mala qualitat, va decidir pagar totes les despeses i van publicar The Hit Sound of Simon & Garfunkel. Aquest àlbum tenia deu temes gravats entre finals de la dècada dels 50 i començament de la dècada dels 60, quan el grup encara es deia Tom i Jerry. Simon i Garfunkel van demandar la discogràfica Pickwick perquè havia fet veure que el disc era recent. Poc després, Pickwick el va retirar del mercat.
El duet ja tenia molta popularitat i havia venut milions de discs. Aquell mateix any Simon i Garfunkel van fer gran part de la banda sonora de la pel·lícula dirigida per Mike Nichols, El Graduat, que es va estrenar el 21 de gener de 1968, i que tenia un parell de cançons antigues del duet. La cançó més famosa del disc va ser Mrs. Robinson, que va assolir el primer lloc com a senzill.
El 1968 van editar Bookends. L'àlbum tenia una versió de Mrs. Robinson, i la cançó America. Però l'atractiu principal d'aquest disc és l'atenció cap als ancians, perquè Garfunkel va passar unes setmanes a uns asils. L'èxit d'aquest àlbum va fer que el duet tingués dos discs a les primeres posicions de la llista de la revista Billboard.
El març de 1969 es van donar els premis Grammy, i Mrs. Robinson va ser guardonada com el millor tema de l'any. A més, Simon va rebre el premi a la millor banda sonora original.

## La segona separació
El 1969 el grup era realment molt popular. Garfunkel, malgrat l'èxit obtingut, no estava gaire còmode perquè Simon s'encarregava totalment de la composició dels temes, i Garfunkel va decidir mostrar els seus dots interpretatius i va començar una carrera cinematogràfica. Va fer el paper de Nately a la pel·lícula Catch-22, una adaptació de Mike Nichols de la novel·la del mateix nom. També, un any més tard, va actuar a una altra pel·lícula, Carnal Knowledge (Coneixement carnal), del mateix director.
La relació personal entre ells dos va continuar empitjorant més tard, a la gira de 1969. En Paul es queixava de la poca dedicació de l'Art al grup. El 8 de novembre de 1969, van actuar a Carbondale (Illinois), i l'11 de novembre, a la Universitat de Miami, a Oxford, Ohio, on van estrenar algunes de les seves noves cançons, incloent Bridge over Troubled Water i The Boxer. The Boxer va arribar al lloc 7 de les llistes. El concert de la Universitat de Miami va ser enregistrat, i va ser emès en un musical de TV, que posteriorment va ser editat en un disc pirata.
A mitjans de 1969, Paul es va casar amb Peggy Harper, nascuda a Tennessee. Quan la va conèixer, estava casada amb el seu representant Mort Lewis. El 30 de novembre es va emetre Songs Of America, un programa especial de TV, que va generar una gran polèmica, perquè podia ser interpretat com una crítica a la societat americana de l'època.
El 26 de gener de 1970 publiquen Bridge over Troubled Water, que seria el millor àlbum del grup. El disc va ser un dels més venuts de la dècada, amb 12 milions de còpies. Va assolir el primer lloc de les llistes i hi va ser durant deu setmanes. El març de 1971 es van donar els premis Grammy, i l'àlbum i el senzill del mateix nom van guanyar, respectivament, el premi al millor àlbum i al millor single de l'any, a més de guanyar també el premi a la millor cançó contemporània i la millor cançó de l'any.
Van fer una gira que per Europa, destacant el concert a Amsterdam (Països Baixos), i acabant-la el 18 de juliol de 1970, a Forest Hills, el barri, que els va veure créixer. Després d'aquesta gira, el grup es va separar definitivament.

## Activitats posteriors
L'octubre de 1970, Simon va donar uns quants milers de dòlars al New York's City College per a un programa educatiu de magisteri, destinat a gent negra. La fundació va adoptar el nom de Mrs. Robinson Scolarship.
El 1972 varen treure Simon and Garfunkel's Greatest Hits, una recopilació dels grans èxits del duet, que va assolir un merescut cinquè lloc a les llistes dels Estats Units. Aquell mateix any, ven fer un concert al Madison Square Garden de Nova York a favor de George McGovern, candidat demòcrata a president, però aquell concert va fer que Paul i Art s'allunyessin encara més.
Arthur continua actuant al cinema, de vegades publicà un àlbum. El 1973, va sortir l'àlbum Angel Clare, produït per Roy Halee, que contenia la balada All I Know. El tema I Only Have Eyes For You va assolir el número u. Va continuar enregistrant cançons de compositors com ara Jimmy Webb.
Mentrestant, Simon va continuar component i va tenir un èxit considerable, amb uns quants temes a les primeres posicions de les llistes: Kodachrome, Still Crazy After All These Years, i 50 Ways To Leave Your Lover. Va fer alguns àlbums importants com There Goes Rhymin Simon el 1973, i Still Crazy After All These Years el 1975. El 1986, va fer Graceland que seria l'àlbum de més èxit de la seva etapa de solista.
A finals dels 70, Paul va provar sort al cinema, escrivint i produint la pel·lícula One-Trick Pony. Narra la història d'un compositor sense sort que vol tornar a la fama, a l'època del punk i del New Wave. La pel·lícula, malgrat rebre bones crítiques, va ser un fracàs comercial. La banda sonora de la pel·lícula va resultar ser un èxit. Cal destacar "Late in the Evening".

## Retrobaments
A més del concert benèfic del 1972 els dos artistes s'han retrobat unes quantes vegades més. El 18 d'octubre de 1975 el grup apareix al segon programa de Saturday Night Live, emès pel canal de televisió NBC. Hi van cantar The Boxer i My Little Town. Alguns dels temes pertanyien als àlbums que ells dos havien fet aquell mateix any per separat.
El 19 de setembre de 1981, van actuar al Central Park de Nova York. Hi van assistir més de mig milió de persones, i va ser emès per televisió. També es va gravar el disc The Concert In Central Park. Gràcies a l'èxit d'aquell concert, l'any següent, el grup va fer unes gires per Europa i el Japó, i el 1983, pels Estats Units i el Canadà.
Després de l'èxit del concert i de les gires, el duet tenia intencions de fer un nou àlbum, que s'huria de dir Think Too Much. Les cançons eren d'en Paul, la majora basades en les seves relacions personals: amb Peggy Harper, la seva primera dona, i Carrie Fisher, la seva promesa en aquells moments. Per això va haver-hi desacords entre ells dos, tantes que en Paul va esborrar tota l'aportació de l'Art a les cançons i va publicar l'àlbum en solitari. L'àlbum es va dir Hearts and Bones.
El 1985, en Paul va voler explorar noves músiques, i va anar a Sud-àfrica, on es va enamorar dels sons dels barris pobres de les ciutats. Paul es va trobar amb alguns músics de talent, i va rebre la seva influència a Graceland (1986). L'àlbum va tindre bona acollida, tant crítica com comercial, i va guanyar el premi Grammy de 'album de l'any' de 1987.
La següent actuació va ser el 1990, quan van ser inclosos al Rock and Roll Hall of Fame (Saló de la fama del rock and roll). Tres any més tard, el 1993, van fer vint-i-un concerts a Nova York. D'ells, la meitat van ser d'en Paul en solitari, i l'altra meitat, tots dos junts. Aquell mateix any també van actuar a alguns concerts benèfics, com el Bridge School Benefit Concert de Neil Young.

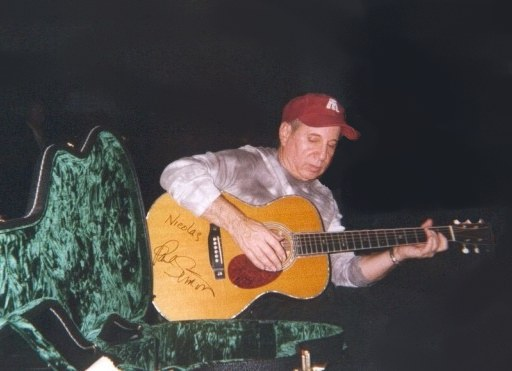
Paul Simon a l'Olympia de París, el 2000.

El juliol del 2002, Colúmbia va publicar un enregistrament inèdit d'un concert en directe, Live In New York City, 1967. No s'havien trobat des del 1993, i el 23 de febrer del 2003, Simon i Garfunkel es tornen a trobar per actuar durant el lliurament de premis Grammy, cantant The Sounds of Silence.
Les bones impressions que van fer durant el lliurament dels Grammy, van fer que fessin llargues gires pels Estats Units i el Canadà, tot i que ja feia vint anys que no n'havien fet cap. A aquestes gires li van posar el nom Old Friends. Van actuar quaranta vegades, a vint-i-vuit ciutats diferents, al costat dels Everly Brothers. L'èxit obtingut va fer que el juny i juliol del 2004 fessin una altra gira de vint-i-cinc actuacions, aquesta vegada també per Europa. Van acabar-la al Coliseu de Roma i, segons els mitjans de comunicació, amb més espectadors, 600.000, que al concert del Central Park.
El 2004 publiquen la gira Old Friends en CD i DVD, on hi presenten una nova cançó, Citizen of the Planet. El setembre del 2005, es fa un concert benèfic per l'huracà Katrina, on hi apareixen amb molts més músics, cantant Homeward Bound, Mrs. Robinson i Bridge over Troubled Water. El maig del 2007, es lliura el premi Gershwin a Paul Simon. Hi intervenen Stevie Wonder, The Dixie Hummingbirds, i el fill gran de Paul Simon, Harper Simon. Però qui va ser més aclamat va ser el seu "amic en tots els sentits" Art Garfunkel. Va aparèixer a l'escenari, va abraçar al seu amic Paul, i van cantar dos temes de l'etapa Simon & Garfunkel: Bridge over Troubled Water i Cecilia.

## Discografia

### Àlbums
- Wednesday Morning, 3 A.M. Columbia (Octubre 1964) - POP #30; UK #24
- Sounds of Silence. Columbia (Gener 1966) - POP #21; UK #13
- Parsley, Sage, Rosemary and Thyme. Columbia (Octubre 1966) - POP #4; UK #13
- The Graduate (banda sonora d'El Graduat). Columbia (Febrer 1968) - POP #1; UK #3
- Bookends. Columbia (Abril 1968) - POP #1; UK #1
- Bridge over Troubled Water. Columbia (Febrer 1970) - POP #1; UK #1
- Simon and Garfunkel's Greatest Hits (recopilació). Columbia (Juny 1972) - POP #5; UK #2
- The Simon and Garfunkel Collection: 17 of Their All-Time Greatest Recordings (recopilació). CBS (Novembre 1981) - UK #4
- The Concert in Central Park (en viu). Warner (Febrer 1982) - POP #6; UK #6
- The Definitive Simon & Garfunkel (recopilació). Sony/Columbia (Novembre 1991) - UK #8
- Old Friends (recopilació 3xcd). Legacy (Octubre 1997)
- The Best of Simon and Garfunkel (recopilació). Legacy (Novembre 1999) - POP #24
- The Columbia Studio Recordings (1964–1970) (recopilació 5xcd) (Agost 2001)
- Live from New York City, 1967 (en viu). Legacy (Juliol 2002) - POP #165
- The Essential Simon and Garfunkel (recopilació). Legacy (Octubre 2003) - POP #27; UK #25
- Old Friends: Live on Stage (en viu). Warner (Desembre 2004) - POP #154; UK #61
- Live 1969 (en viu). Legacy (Maig 2007) - POP #33

### Senzills
- "Hey Schoolgirl / Dancin" Wild", c/TOM & JERRY. Big (Novembre 1957) - POP #49
- "Our Song / Two Teenagers", c/TOM & JERRY. Big (Març 1958)
- "That's My Story / (Pretty Baby) Don't Say Goodbye", c/TOM & JERRY. Big (Maig 1958)
- "Baby Talk / Two Teenagers", c/TOM & JERRY. Big (Setembre 1959)
- "I'll Drown IN My Tears / The French Twist", c/TOM & JERRY. Mercury (Gener 1962)
- "Surrender, Please Surrender / Fighting Mad", c/TOM & JERRY. ABC-Paramount (Octubre 1962)
- "I'm Lonesome / Looking At You", c/TOM & JERRY. Ember (Juliol 1963)
- "The Sounds of Silence / We've Got a Groovey Thing Goin' ". Columbia (Novembre 1965) - POP #1
- "Homeward Bound / Leaves That Are Green". Columbia (Febrer 1966) - POP #5; UK #9
- "That's My Story / (Uncle Simon's) Tia-Juana Blues", c/TOM & JERRY. ABC-Paramount (Abril 1966) - POP #123
- "I Am a Rock / Flowers Never Bend With The Rainfall". Columbia (Maig 1966) - POP #3; UK #17
- "The Dangling Conversation / The Big Bright Green Pleasure Machine". Columbia (Agost 1966) - POP #25
- "A Hazy Shade Of Winter / For Emily, Whenever I maig Find Her". Columbia (Novembre 1966) - POP #13; UK #30
- "At The Zoo / The 59 th Street Bridge Song (Fellin Groovy) ". Columbia (Març 1967) - POP #16
- "Fakin ' It / You Don't Know Where Your Interest Lies". Columbia (Juliol 1967) - POP #23
- "Scarborough Fair(/Canticle) / April Come She Will". Columbia (Març 1968) - POP #11
- "Mrs. Robinson / Old Friends / Bookends". Columbia (Abril 1968) - POP #1; UK #4
- "The Boxer /..... - POP #7; UK #6 ..... / Baby Driver". Columbia (Abril 1969) - POP #101
- "Bridge over Troubled Water / Keep The Customer Satisfied". Columbia (Febrer 1970) - POP #1; UK #1
- "Cecilia / The Only Living Boy IN New York". Columbia (Abril 1970) - POP #4
- "El Condor Pasa (If I Could) / Why Don't You Write Me". Columbia (Setembre 1970) - POP #18
- "For Emily, Whenever I maig Find Her (en viu) /..... - POP #53..... / America". Columbia (Setembre 1972) - POP #97; UK #25
- "My Little Town / Rag Doll [GARFUNKEL] / You ' re Kind [SIMON] ". Columbia (Octubre 1975) - POP #9
- "Wake Up Little Suzie (en viu) / Me And Julio Down By The Schoolyard (en viu) ". Warner (Abril 1982) - POP #27

## Premis
- Premis Grammy
  - El 1969 amb el single "Mrs. Robinson" de la banda sonora de El graduat.
  - El 1971 amb Bridge over Troubled Water, el millor àlbum.
  - El 2003, per tota una carrera musical.

## Curiositats
- A l'asteroide 1999 FP21 se'l va anomenar (91287) Simon-Garfunkel en el seu honor.[5]
- A la pel·lícula Gairebé famosos (Cameron Crowe), a l'inici d'aquesta, la germana del protagonista (William Miller) entra a casa seva amagant un disc de Simon And Garfunkel perquè la seva mare no deixa els seus fills escoltar rock.
- A la pel·lícula Va succeir a Manhattan (Jennifer Lopez), Ty Ventura, fill de la protagonista, és un aficionat al grup i es pregunta per què es van separar.